# Oettinger
Oettinger is een Duits bier van lage gisting. Het bier wordt gebrouwen in de Oettinger Brauerei in Oettingen in Bayern.
Van 2004 tot 2013 was het het best verkochte biermerk in Duitsland en sindsdien staat het op de tweede plaats. In 2013 werd 5,79 miljoen hectoliter verkocht. Het succes van het biermerk is mede te danken aan zijn lage prijs.

## Varianten
- Vollbier Hell, met een alcoholpercentage van 4,7 %
- Pils, met een alcoholpercentage van 4,7 %
- Export, met een alcoholpercentage van 5,4 %
- Urtyp, Märzenbier met een alcoholpercentage van 5,6 %
- Leicht, met een alcoholpercentage van 2,8 %
- Hefeweißbier, met een alcoholpercentage van 4,9 %
- Dunkles Hefeweißbier, met een alcoholpercentage van 4,9 %
- Kristallweizen, met een alcoholpercentage van
- Leichte Weiße, met een alcoholpercentage van
- Alkoholfrei, met een alcoholpercentage van 0,5 %
- Radler, bier gemixt met limonade, met een alcoholpercentage van 2,5 %
- Alkoholfreies Radler, met een alcoholpercentage van 0,5 %
- Alt, met een alcoholpercentage van 4,9 %
- Schwarzbier, met een alcoholpercentage van 4,9 %
- Winterbier, met een alcoholpercentage van 5,6 %
- Malz, een alcoholvrije moutdrank
- Mixed, bier gemixt met 50 % Cola, met een alcoholpercentage van 2,5 %
- Gold, met een alcoholpercentage van 4,9 %
- Bockbier, met een alcoholpercentage van 6,7 %
- Alkoholfreies Weißbier, met een alcoholpercentage van 0,5 %
- Kellerbier, ongefilterd met een alcoholpercentage van 5,6 %